# Je l'aime à mourir
Je l'aime à mourir è un brano musicale scritto ed interpretato da Francis Cabrel e pubblicato nel 1978, nell'album Les Chemins de traverse. L'album ha venduto più di 600.000 copie in Francia e il singolo oltre 700.000 copie.
Nel 1979 Cabrel aveva inciso una versione in spagnolo con il titolo La quiero a morir (testo di Luis Gómez-Escolar) pubblicata nell'album Algo más de amor. Il brano fu ripreso con grande successo in diverse produzioni nei paesi latinoamericani.

## La cover di Shakira
Je l'aime à mourir è il secondo singolo estratto dal quarto DVD live della cantante colombiana Shakira per il mercato francese. La canzone fu originariamente pubblicata nel 1979 da Francis Cabrel e riscosse un notevole successo: tutt'oggi rappresenta uno dei brani di punta della produzione dell'artista. La cantautrice colombiana ne ha offerto una sua interpretazione nel tour Sale el Sol, poi confluita nel DVD Live From Paris registrato il 13 e 14 giugno 2011 nella capitale francese. La versione di Shakira trova ampio consenso in Francia attestandosi al primo posto della classifica nazionale per ben sei settimane. Il 2 dicembre 2011 è stata resa disponibile online una versione del brano registrata in studio, e dal 23 gennaio 2012 è in vendita il relativo singolo in formato CD. Il successo riscontrato ha fruttato alla cantante il titolo di "Cavaliere delle arti e delle lettere", tributatole in Francia il 28 gennaio 2012.

## Interpretazione
Shakira si è esibita con la sua versione del brano in tre tappe del The Sun Comes Out World Tour: Ginevra (7 giugno 2011) e Parigi (13 e 14 giugno 2011). Le prime due strofe e il primo ritornello sono cantati in spagnolo, idioma in cui lo stesso Cabrel aveva declinato il suo brano, e il resto in lingua francese, fedelmente alla versione originale. La canzone è stata inoltre interpretata dalla cantante il 28 gennaio a Cannes, durante la cerimonia di gala dei Premi NRJ 2012, completamente in francese.

## Tracce
Download Digitale
1. Je l'aime à mourir (Versione di studio)

CD Singolo
1. Je l'aime a mourir (Versione di studio)
2. Je l'aime a mourir (Versione dal vivo)

## Classifiche
| Classifica (2011-12) | Posizione massima |
| -------------------- | ----------------- |
| Belgio (Fiandre)     | 9                 |
| Belgio (Vallonia)    | 1                 |
| Canada               | 34                |
| Francia              | 1                 |
| Lussemburgo          | 3                 |
| Slovacchia           | 24                |
| Svizzera             | 18                |